# Колесникова Марія Сидорівна
Марія Сидорівна Колесникова — радянська естонська діячка, помічник майстра Нарвського комбінату «Кренгольмська мануфактура» Естонської РСР. Депутат Верховної ради СРСР 4-го скликання.

## Життєпис
До 1945 року — ткаля Ленінградської текстильної фабрики імені Петра Анісімова.
З 1945 року — помічник майстра тростильно-крутильного цеху Іоальської фабрики Нарвського комбінату «Кренгольмська мануфактура» Естонської РСР. Новатор виробництва.
Подальша доля невідома.